# Viktoria Aschaffenburg
Der Sportverein Viktoria 01 e. V., kurz Viktoria Aschaffenburg ist ein Sportverein aus Aschaffenburg und der erfolgreichste Fußballverein der Region Bayerischer Untermain.
Trotz der Zugehörigkeit Aschaffenburgs zu Bayern gehörte der Verein bis einschließlich der Saison 2011/12 dem Hessischen Fußball-Verband an. Zur Spielzeit 2012/13 erfolgte der Wechsel in den Bayerischen Fußball-Verband. Nach langer Zugehörigkeit zur höchsten deutschen Spielklasse, der Oberliga Süd, in den 1940er und 1950er Jahren verbrachte der Verein in den 1980er Jahren drei Spielzeiten in der 2. Bundesliga und erreichte in dieser Zeit auch das Viertelfinale im DFB-Pokal. Die Mannschaft trägt ihre Heimspiele im Stadion am Schönbusch aus. Sie spielte in der abgelaufenen Saison 2023/24 in der viertklassigen Regionalliga Bayern und erreichten dabei den 14. Tabellenplatz.

## Vereinsgeschichte

### 1901–1919: Entstehung & Erster Weltkrieg
Der FC Aschaffenburg wurde am 6. August 1901 gegründet. Am 12. April 1902 folgte die Gründung des FC Viktoria Aschaffenburg. Die zwei bis dahin unabhängig voneinander existierenden Vereine schlossen sich im Mai 1902 dem Verband der Süddeutschen Fußballvereine an. Am 24. Juni 1904 folgte die Fusion beider Vereine zum FC Viktoria Aschaffenburg. Am 3. Juni 1906 wurde die Leichtathletikabteilung angegliedert und aus dem FC wurde der SV Viktoria 01 Aschaffenburg. Das bis heute genutzte Sportgelände am Schönbusch wurde am 23. Mai 1909 eingeweiht. In den Jahren 1915 und 1916 war die Viktoria Bezirks- und Gaumeister. Wegen des Ersten Weltkriegs wurde der Spielbetrieb bis zum 23. Mai 1920 unterbrochen.

### 1919–1945: Zweiter Weltkrieg
| Spielzeit | Liga                       | Ligahöhe | Platz | Tore  | Punkte |  |
| --------- | -------------------------- | -------- | ----- | ----- | ------ |  |
| 1919/20   | Odenwaldkreisliga          | 1        | ?     | -     | -      |  |
| 1920/21   | Odenwaldkreisliga          | 1        | ?     | -     | -      |  |
| 1921/22   | Odenwaldkreisliga          | 1        | ?     | -     | -      |  |
| 1922/23   | Südmainkreis               | 1        | ?     | -     | -      |  |
| 1923/24   | Südmainkreis               | 1        | ?     | -     | -      |  |
| 1924/25   | Südmainkreis               | 1        | ?     | -     | -      |  |
| 1925/26   | Südmainkreis               | 1        | ?     | -     | -      |  |
| 1926/27   | Südmainkreis               | 1        | ?     | -     | -      |  |
| 1927/28   | Südmainkreis               | 1        | ?     | -     | -      |  |
| 1928/29   | Südmainkreis               | 1        | ?     | -     | -      |  |
| 1929/30   | Südmainkreis               | 1        | ?     | -     | -      |  |
| 1930/31   | Südmainkreis               | 1        | ?     | -     | -      |  |
| 1931/32   | Ostmainkreis               | 1        | ?     | -     | -      |  |
| 1932/33   | Ostmainkreis               | 1        | 1.    | -     | -      |  |
| 1933/34   | Bezirksklasse Unterfranken | 2        | 1.    | -     | -      |  |
| 1934/35   | Bezirksklasse Unterfranken | 2        | 1.    | -     | -      |  |
| 1935/36   | Bezirksklasse Unterfranken | 2        | ?     | -     | -      |  |
| 1936/37   | Bezirksklasse Unterfranken | 2        | ?     | -     | -      |  |
| 1937/38   | Bezirksklasse Unterfranken | 2        | ?     | -     | -      |  |
| 1938/39   | Bezirksklasse Unterfranken | 2        | ?     | -     | -      |  |
| 1939/40   | Bezirksklasse Unterfranken | 2        | ?     | -     | -      |  |
| 1942/43   | Gauliga Nordbayern         | 1        | 9.    | 38:76 | 12:28  |  |

Zu Beginn der 1920er Jahre wurden eine Hockey, Box- sowie eine Faustballabteilung gegründet. Der Verein registrierte 1921 1.271 Mitglieder. In der Spielzeit 1932/33 wurde die Viktoria Ostmainkreismeister vor den Kickers Aschaffenburg, in den darauf folgenden zwei Spielzeiten Meister der Bezirksklasse Unterfranken. Vom 24. April 1937 bis zum 19. Juli 1939 bestand eine Fusion mit Reichsbahn Tuspo unter dem Namen Reichsbahn-Viktoria 01. Bis zum Kriegsende wurde die Gauliga, die ab 1933 die oberste Spielklasse war, nur einmal erreicht, als die Viktoria in der Saison 1942/43 in der zu dieser Spielzeit neu geschaffenen Gauliga Nordbayern antrat, aus der man allerdings umgehend wieder abstieg.

### 1945–1963: Nachkriegsjahre & Blütezeit
| Spielzeit | Liga                      | Ligahöhe | Platz | Tore   | Punkte |
| --------- | ------------------------- | -------- | ----- | ------ | ------ |
| 1945/46   | Landesliga Großhessen-Ost | 2        | 1.    | -      | -      |
| 1946/47   | Oberliga Süd              | 1        | 15.   | 68:111 | 33:43  |
| 1947/48   | Oberliga Süd              | 1        | 17.   | 46:88  | 25:51  |
| 1948/49   | Landesliga Hessen         | 2        | 4.    | 51:50  | 30:22  |
| 1949/50   | Landesliga Hessen         | 2        | 2.    | 82:33  | 41:15  |
| 1950/51   | 2. Liga Süd               | 2        | 2.    | 84:57  | 43:25  |
| 1951/52   | Oberliga Süd              | 1        | 11.   | 45:70  | 28:32  |
| 1952/53   | Oberliga Süd              | 1        | 12.   | 59:74  | 28:32  |
| 1953/54   | Oberliga Süd              | 1        | 16.   | 44:82  | 20:40  |
| 1954/55   | 2. Liga Süd               | 2        | 2.    | 113:41 | 50:18  |
| 1955/56   | Oberliga Süd              | 1        | 5.    | 61:45  | 35:25  |
| 1956/57   | Oberliga Süd              | 1        | 8.    | 44:54  | 27:33  |
| 1957/58   | Oberliga Süd              | 1        | 11.   | 51:54  | 26:34  |
| 1958/59   | Oberliga Süd              | 1        | 14.   | 43:69  | 22:38  |
| 1959/60   | Oberliga Süd              | 1        | 15.   | 43:73  | 21:39  |
| 1960/61   | 2. Liga Süd               | 2        | 3.    | 69:48  | 44:24  |
| 1961/62   | 2. Liga Süd               | 2        | 8.    | 67:66  | 36:32  |
| 1962/63   | 2. Liga Süd               | 2        | 15.   | 62:62  | 28:40  |

Das Stadion am Schönbusch war durch Bombentrichter als Folge des Krieges beschädigt und wurde erst am 26. April 1946 wieder genutzt. Dennoch wurde auch vorher schon wieder Fußball gespielt. Das erste Spiel nach dem Krieg fand am 11. Juni 1945 gegen Hassia Dieburg statt. 1946 wurde Viktoria Aschaffenburg als bayerischer Verein Gründungsmitglied des Hessischen Fußball-Verbandes und stieg als Gruppenmeister der Landesliga Großhessen-Ost nach mehreren Entscheidungsspielen als Hessenmeister in die höchste Spielklasse Oberliga Süd auf.
In der ersten Saison erreichte die Viktoria den fünfzehnten Platz. In der nächsten Spielzeit stiegen die Aschaffenburger als siebzehnter in der Tabelle aus der Oberliga ab. In der Saison 1948/49 erreichte Viktoria den vierten Platz in der Landesliga Hessen. In der nächsten Saison qualifizierte sich Aschaffenburg als Tabellenzweiter mit drei Punkten Abstand zu Meister SV Darmstadt 98 für die neugeschaffene 2. Liga Süd. In der Saison 1950/51 erreichte die Viktoria den zweiten Platz hinter den Stuttgarter Kickers und stieg damit wieder in die Oberliga Süd auf. Nach dem Aufstieg erreichten die Aschaffenburger den 11. Platz unter anderem vor den TSV 1860 München. Dabei gelang es keiner gegnerischen Mannschaft im Stadion am Schönbusch gegen die Heimmannschaft zu gewinnen. In der folgenden Saison verschlechterte sich die Viktoria um einen Platz. Die Saison 1953/54 schlossen die Viktorianer auf dem letzten Tabellenplatz ab, jedoch gelang der sofortige Wiederaufstieg auf dem zweiten Tabellenplatz hinter 1860 München. In der Rückkehrsaison gelang Aschaffenburg mit dem fünften Platz vor Vereinen wie dem 1. FC Nürnberg und der Eintracht Frankfurt eine Sensation. Diese Saison ist bis heute die erfolgreichste des Vereins und der Verein hatte ein Zuschauerschnitt bei etwa 8.000 Zuschauern pro Spiel. Im Kader standen mit Staab und Heinz Budion zwei aktive und mit Ernst Lehner ein ehemaliger Nationalspieler. In der Saison 1956/57 stand die Viktoria auf dem achten Platz unter anderem vor dem Aufsteiger FC Bayern München. Die folgende Saison beendete Aschaffenburg auf dem elften Platz. In der Saison 1958/59 konnte die Viktoria dem Abstieg nur knapp entkommen und erreichte den vierzehnten Platz. Die Saison 1959/60 ist für die Aschaffenburger die letzte Saison in der ersten Liga. Die Mannschaft stieg aufgrund eines um 2/100 schlechteren Torquotienten auf dem 15. Tabellenplatz aus der Oberliga Süd. Während den Spielzeiten in der Oberliga wurden manche Spiele vor bis zu 18.000 Zuschauern im Stadion am Schönbusch ausgetragen.
In der folgenden Saison verpasste die Viktoria den Wiederaufstieg nur knapp und erreichte den dritten Platz. Die Saison danach verschlechterte man sich und erreichte nur noch den achten Platz in der zweiten Liga. Die Saison 1962/63 war die letzte Saison der 2. Liga Süd. Somit qualifizierte sich die obere Hälfte der achtzehn Vereine für die Regionalliga Süd. Die untere Hälfte der Tabelle – zu der auch Aschaffenburg auf dem 15. Platz gehörte – stieg in die jeweilige Amateurliga ab.

### 1963–1985: Lange Jahre im Amateurfußball
| Spielzeit | Liga                   | Ligahöhe | Platz | Tore  | Punkte |
| --------- | ---------------------- | -------- | ----- | ----- | ------ |
| 1963/64   | Amateurliga Hessen     | 3        | 15.   | 63:62 | 32:40  |
| 1964/65   | Landesliga Hessen      | 4        | 1.    | -     | -      |
| 1965/66   | Amateurliga Hessen     | 3        | 3.    | 63:38 | 41:23  |
| 1966/67   | Amateurliga Hessen     | 3        | 4.    | 51:38 | 37:23  |
| 1967/68   | Amateurliga Hessen     | 3        | 7.    | 64:52 | 36:28  |
| 1968/69   | Amateurliga Hessen     | 3        | 8.    | 54:57 | 34:34  |
| 1969/70   | Amateurliga Hessen     | 3        | 2.    | 55:26 | 48:20  |
| 1970/71   | Regionalliga Süd       | 2        | 18.   | 42:83 | 20:52  |
| 1971/72   | Amateurliga Hessen     | 3        | 11.   | 60:61 | 35:37  |
| 1972/73   | Amateurliga Hessen     | 3        | 13.   | 48:66 | 26:42  |
| 1973/74   | Amateurliga Hessen     | 3        | 1.    | 79:30 | 50:18  |
| 1974/75   | Amateurliga Hessen     | 3        | 8.    | 57:54 | 35:37  |
| 1975/76   | Amateurliga Hessen     | 3        | 12.   | 49:55 | 31:37  |
| 1976/77   | Amateurliga Hessen     | 3        | 6.    | 71:53 | 36:32  |
| 1977/78   | Amateurliga Hessen     | 3        | 9.    | 55:63 | 32:36  |
| 1978/79   | Amateuroberliga Hessen | 3        | 11.   | 63:53 | 32:36  |
| 1979/80   | Amateuroberliga Hessen | 3        | 3.    | 82:46 | 46:22  |
| 1980/81   | Amateuroberliga Hessen | 3        | 2.    | 71:39 | 47:21  |
| 1981/82   | Amateuroberliga Hessen | 3        | 9.    | 66:57 | 36:36  |
| 1982/83   | Amateuroberliga Hessen | 3        | 3.    | 63:41 | 39:25  |
| 1983/84   | Amateuroberliga Hessen | 3        | 2.    | 89:41 | 49:19  |
| 1984/85   | Amateuroberliga Hessen | 3        | 1.    | 97:32 | 60:12  |

Nach dem Abstieg aus der 2. Bundesliga folgte in der Saison 1963/64 mit Platz 15 der direkte Abstieg in die Landesliga Hessen. In dieser gewann die Viktoria die Meisterschaft und stieg damit wieder in die drittklassige Amateurliga Hessen auf. Die Rückkehrsaison konnten die Aschaffenburger direkt auf dem dritten Platz beenden. In der nächsten Saison verschlechterten sich die Viktorianer um einen Platz. Die Saison 1967/68 beendete Aschaffenburg auf dem siebten Platz. In der nächsten Saison verschlechterte sich die Viktoria erneut um einen Platz. Die Saison 1969/70 beendeten die Aschaffenburger auf dem zweiten Tabellenplatz. Meister wurden die Amateure der Eintracht Frankfurt, die nicht in die Regionalliga aufsteigen durften, weshalb die Viktoria nachrückte.
Somit spielte Aschaffenburg in der Saison 1970/71 wieder in der damals zweithöchsten Spielklasse, stieg jedoch auf dem vorletzten Tabellenplatz direkt wieder ab. Die Rückkehr in die Amateurliga Hessen endete auf dem elften Platz. In der nachfolgenden Saison verschlechterte man sich sogar und konnte nur den 13. Platz erreichen. Die Saison 1973/74 schlossen die Viktorianer deutlich als Meister ab, jedoch blieb ihnen der Aufstieg aufgrund der Einführung der zweigleisigen 2. Bundesliga verwehrt. In der folgenden Saison war diese Leistung nicht mehr möglich und die Saison wurde nur auf dem achten Platz abgeschlossen. Die Saison 1975/76 endete auf einem noch schlechteren zwölften Platz. In der nächsten Saison verbesserte sich die Viktoria auf einen sechsten Platz. Diese Leistung konnte man in der Saison 1977/78 nicht beibehalten und erreichte den neunten Platz. Ab der Saison 1978/79 wurde die Oberliga Hessen zur Amateur-Oberliga des Hessischen Fußball-Verbandes. Die erste Spielzeit beendete Aschaffenburg auf dem elften Platz. In der nächsten Saison konnte sich die Viktoria auf den dritten Platz verbessern. In der Saison 1980/81 verpassten die Viktorianer den Aufstieg nur knapp mit einem zweiten Platz hinter dem SC Viktoria Griesheim. Die nächste Saison beendete der Sportverein auf dem neunten Platz. 1982/83 landete Aschaffenburg auf dem dritten Platz in der Liga. In der Folgesaison konnte die Viktoria sich um einen Platz verbessern und verpasste damit nur knapp den Aufstieg.
Die Saison 1984/85 schloss die Viktoria schließlich mit dem Meistertitel ab. Damit war die Viktoria berechtigt, mit drei weiteren Oberligameistern an der Aufstiegsrunde zur 2. Bundesliga teilzunehmen. Jede der Mannschaften musste sowohl Heim- als auch Auswärtsspiel gegen jeden der drei anderen bestreiten. Die zwei Mannschaften, die nach den insgesamt 12 Spielen die meisten Punkte sammeln konnten, stiegen in die Zweite Liga auf. Der SVA trat gegen die SpVgg Bayreuth, den FSV Salmrohr und den SV Sandhausen an. Nach sechs Spielen, die die Viktoria bestreiten musste, stand der Verein hinter Bayreuth auf dem zweiten Platz und war somit aufstiegsberechtigt. Hervorzuheben sind die beiden Spiele gegen Bayreuth: Im Heimspiel musste sich Aschaffenburg vor knapp 14.000 Zuschauern mit 0:2 geschlagen geben. Das Rückspiel in Bayreuth jedoch gewann die Viktoria deutlich mit 5:0 Toren.

### 1985–1993: Rückkehr in die 2. Bundesliga
| Spielzeit | Liga                   | Ligahöhe | Platz | Tore  | Punkte |
| --------- | ---------------------- | -------- | ----- | ----- | ------ |
| 1985/86   | 2. Bundesliga          | 2        | 13.   | 57:59 | 35:41  |
| 1986/87   | 2. Bundesliga          | 2        | 18.   | 47:72 | 24:52  |
| 1987/88   | Amateuroberliga Hessen | 3        | 1.    | 81:29 | 57:11  |
| 1988/89   | 2. Bundesliga          | 2        | 18.   | 47:60 | 34:42  |
| 1989/90   | Amateuroberliga Hessen | 3        | 7.    | 48:40 | 35:33  |
| 1990/91   | Amateuroberliga Hessen | 3        | 4.    | 81:27 | 52:16  |
| 1991/92   | Amateuroberliga Hessen | 3        | 1.    | 88:30 | 52:12  |
| 1992/93   | Amateuroberliga Hessen | 3        | 15.   | 61:79 | 25:39  |

Das zu Zweitligazeiten verwendete Vereinslogo

Nach dem Aufstieg in die 2. Bundesliga erreichte die Viktoria in der Saison 1985/86 den 13. Platz. Die nächste Saison beendeten die Aschaffenburger auf dem 18. Platz und stiegen damit wieder in die Amateuroberliga Hessen ab. In der Saison 1987/88 gelang der Viktoria die Meisterschaft in der Amateuroberliga Hessen, womit sie erneut berechtigt war, an einer Aufstiegsrunde teilzunehmen. Dort setzte sich Aschaffenburg hinter dem 1. FSV Mainz 05 und vor der SpVgg Unterhaching und dem FV 1909 Weinheim durch und schaffte somit den direkten Wiederaufstieg in die Zweite Liga. Zudem erreichte die Viktoria in der Saison im DFB-Pokal das Viertelfinale, nachdem zuvor in der 2. Hauptrunde der bis dato in der Bundesliga ungeschlagene Tabellenführer 1. FC Köln mit 1:0 besiegt wurde. Im Achtelfinale gelang ein Auswärtserfolg gegen den Oberliga-Kollegen KSV Hessen Kassel (1:0). Im Viertelfinale musste man sich dann auf eigenem Platz Werder Bremen mit 1:3 geschlagen geben.
Doch nach nur einem weiteren Jahr in der zweithöchsten deutschen Spielklasse stieg man aufgrund des 18. Tabellenplatzes direkt wieder ab. In der ersten Saison nach dem Abstieg erreichten die Viktorianer den siebten Platz. Die nächste Saison beendete Aschaffenburg auf dem vierten Platz. In der Saison 1991/92 gewann der Sportverein die Meisterschaft, konnte sich in der Aufstiegsrunde jedoch nicht gegen die SpVgg Unterhaching und den SSV Reutlingen 05 durchsetzen. Die nächste Saison endete für die Viktoria auf dem 15. Platz mit dem Abstieg in die viertklassige Landesliga Hessen-Süd.

### 1993–2007: Schleichender Niedergang
| Spielzeit | Liga                  | Ligahöhe | Platz | Tore   | Punkte |
| --------- | --------------------- | -------- | ----- | ------ | ------ |
| 1993/94   | Landesliga Hessen-Süd | 4        | 2.    | -      | -      |
| 1994/95   | Oberliga Hessen       | 4        | 4.    | 61:50  | 37:23  |
| 1995/96   | Oberliga Hessen       | 4        | 2.    | 100:34 | 80     |
| 1996/97   | Oberliga Hessen       | 4        | 3.    | 101:42 | 74     |
| 1997/98   | Oberliga Hessen       | 4        | 3.    | 70:36  | 58     |
| 1998/99   | Oberliga Hessen       | 4        | 5.    | 45:29  | 48     |
| 1999/00   | Oberliga Hessen       | 4        | 6.    | 60:42  | 51     |
| 2000/01   | Oberliga Hessen       | 4        | 10.   | 59:58  | 43     |
| 2001/02   | Oberliga Hessen       | 4        | 10.   | 53:54  | 46     |
| 2002/03   | Oberliga Hessen       | 4        | 16.   | 57:84  | 34     |
| 2003/04   | Landesliga Hessen-Süd | 5        | 1.    | -      | -      |
| 2004/05   | Oberliga Hessen       | 4        | 10.   | 56:61  | 44     |
| 2005/06   | Oberliga Hessen       | 4        | 10.   | 48:54  | 43     |
| 2006/07   | Oberliga Hessen       | 4        | 2.    | 59:34  | 63     |

Nach einem Zwischenspiel in der Landesliga 1993/94 wurde Ende der neunziger Jahre der Versuch unternommen, mit einem für den Verein unverhältnismäßigen hohen Etat den Aufstieg zu erzwingen. In dieser Zeit führte der sportliche Misserfolg sowie Missmanagement an den Rande der Insolvenz. Die Saison 1994/95 beendete die Viktoria nach dem Aufstieg auf den vierten Platz. Die nächste Saison beendete Aschaffenburg auf dem zweiten Platz und qualifizierte sich für die Aufstiegsspiele zur Regionalliga Süd, welche Aschaffenburg aber im Elfmeterschießen gegen die SG Quelle Fürth verlor. Damit spielten die Aschaffenburger auch in der Folgesaison in der Oberliga und erreichten den dritten Platz. Auch die nächste Saison beendete die Viktoria auf den dritten Platz, wobei nur ein Punkt zu den Aufstiegsspielen fehlte. In der Saison 1998/99 erreichte Aschaffenburg den fünften Platz und in der nächsten Saison den sechsten Platz. Die Saisons 2000/01 und 2001/02 beendeten die Viktorianer auf dem zehnten Platz. In der folgenden Saison rutschten die Aschaffenburger auf den 16. Platz und stiegen damit in die Landesliga ab.
Die gesamten Jahre in der Oberliga zogen eine wirtschaftliche und sportliche Krise nach sich, die auch für ein sinkendes Zuschauerinteresse sorgte. Mit jeder Spielzeit verlor die Viktoria weitere Anhänger, bis Spiele in der Oberliga vor teilweise weniger als 300 Zuschauern absolviert werden mussten. Tiefpunkt war damit der Abstieg in die Landesliga Südhessen. Zwar wurde der direkte Wiederaufstieg als Meister geschafft, jedoch erreichten die Aschaffenburger in den Saisons 2004/05 und 2005/06 nur den zehnten Platz. Die Saison 2006/07 beendete die Viktoria durch überzeugende Mannschaftsleistung auf dem zweiten Platz. Auf eine Bewerbung für die Regionalliga in der kommenden Spielzeit verzichtete der Verein während der Saison, da der FSV Frankfurt nahezu uneinholbar mit 22 Punkten an der Spitze der Oberliga Hessen stand und man die Kosten für die Bewerbung um die Regionalligalizenz nicht aufbringen wollte.

### 2007–2012: Falsche Hoffnungen auf Rettung & Insolvenz
| Spielzeit | Liga                    | Ligahöhe | Platz | Tore  | Punkte |
| --------- | ----------------------- | -------- | ----- | ----- | ------ |
| 2007/08   | Oberliga Hessen         | 4        | 3.    | 50:27 | 61     |
| 2008/09   | Regionalliga Süd        | 4        | 13.   | 38:46 | 39     |
| 2009/10   | Hessenliga              | 5        | 8.    | 55:49 | 55     |
| 2010/11   | Verbandsliga Hessen Süd | 6        | 2.    | -     | -      |
| 2011/12   | Hessenliga              | 5        | 4.    | 67:55 | 56     |

Vor der Saison 2007/08 kündigte der ehemalige Nationalspieler Andreas Möller an, den Verein unentgeltlich zu trainieren, um seine Trainerlaufbahn zu beginnen. Sein Bekanntheitsgrad sorgte dafür, dass der Sportverein neue Sponsoren finden konnten. Die wirtschaftlich Ausgangssituation hatte sich so nun verbessert und auch der namhafte Trainer sowie der Kampf um einen der vier Qualifikationsplätze für die neue Regionalliga Süd führten dazu, dass der Zuschauerzuspruch im Stadion am Schönbusch nach langer Zeit wieder zunahm. Durch das Erreichen des dritten Platzes in der Abschlusstabelle qualifizierte sich die Viktoria für die Regionalliga.
Allerdings gab Möller zum Saisonende bekannt, dass er als Sportdirektor zu Kickers Offenbach wechseln werde. Da sich einige wichtige Unternehmen vor allem aufgrund von Möllers Prominenz als Sponsor engagiert hatten, war die finanzielle Lage des Vereins für die kommende Saison ungeklärt. Ab dem 13. Juni 2008 war die Lizenzierung durch den DFB für die Regionalliga nach offiziellen Angaben der Vereinshomepage jedoch gesichert. Als neuer Trainer für die Regionalliga wurde Ronald Borchers verpflichtet.
Nach dem Heimspiel zum 30. Spieltag am 16. Mai 2009 teilte der Verein auf der Pressekonferenz mit, dass die Viktoria in der folgenden Saison nicht mehr am Spielbetrieb der Regionalliga teilnehmen könne. Viktoria Aschaffenburg zog seine Mannschaft freiwillig zurück. Die Mannschaft erreichte den dreizehnten Platz stieg jedoch aufgrund der fehlenden Lizenz in die fünftklassigen Hessenliga ab.
Am 17. November 2009 stellte das Präsidium beim Amtsgericht Aschaffenburg wegen Überschuldung einen Antrag auf Eröffnung eines Insolvenzverfahrens. Zum Insolvenzverwalter wurde der Aschaffenburger Rechtsanwalt Nikolaus Ackermann bestellt. Am 30. Juni 2010 eröffnete Jürgen Roth, zuständiger Richter am Amtsgericht Aschaffenburg, das Verfahren. Dies hatte zur Folge, dass der Verein in die Verbandsliga Hessen Süd, also eine Klasse herabgestuft wurde. Der Verein stand zum Ende der Saison 2009/10 auf dem achten Platz.
Unter vergleichsweise großer Beteiligung fand am 4. August 2010 am Amtsgericht Aschaffenburg die Gläubigerversammlung statt. Dort stimmten alle 40 anwesenden Gläubiger dem von Ackermann erstellten Insolvenzplan zu. Mit dessen Annahme wurde die Grundlage für die Fortsetzung und Sanierung des Vereins geschaffen. Mit dem Beschluss der Insolvenzgerichts vom 10. Dezember 2010 wurde das Insolvenzverfahren über das Vermögen des Vereins aufgehoben und das Verfahren damit beendet. Als Zweitplatzierter konnte der Sportverein am Ende der Saison wieder in die fünftklassige Hessenliga aufsteigen. Die Saison 2011/12 schlossen die Viktorianer auf dem vierten Platz ab.

### Seit 2012: Wechsel zum Bayerischen Fußball-Verband
| Spielzeit | Liga                | Ligahöhe | Platz | Tore  | Punkte |
| --------- | ------------------- | -------- | ----- | ----- | ------ |
| 2012/13   | Regionalliga Bayern | 4        | 15.   | 45:71 | 42     |
| 2013/14   | Regionalliga Bayern | 4        | 18.   | 45:86 | 23     |
| 2014/15   | Bayernliga Nord     | 5        | 1.    | 98:33 | 79     |
| 2015/16   | Regionalliga Bayern | 4        | 15.   | 49:63 | 35     |
| 2016/17   | Bayernliga Nord     | 5        | 2.    | 83:34 | 69     |
| 2017/18   | Bayernliga Nord     | 5        | 1.    | 91:29 | 82     |
| 2018/19   | Regionalliga Bayern | 4        | 10.   | 47:54 | 41     |
| 2019–21   | Regionalliga Bayern | 4        | 1.    | 51:27 | 50     |
| 2021/22   | Regionalliga Bayern | 4        | 8.    | 54:53 | 51     |
| 2022/23   | Regionalliga Bayern | 4        | 5.    | 63:47 | 61     |
| 2023/24   | Regionalliga Bayern | 4        | 14.   | 34:49 | 36     |
| 2024/25   | Regionalliga Bayern | 4        | 15.   | 35:47 | 40     |

Zur Saison 2012/13 beschloss man den Übertritt vom Hessischen zum Bayerischen Fußball-Verband, da der 4. Platz in der Hessenliga 2011/12 ausreichend war für die Qualifikation zur neuen Regionalliga Bayern. Um in die Regionalliga Südwest aufgenommen zu werden, hätte man dagegen Erster werden müssen. Die erste Spielzeit in der Regionalliga Bayern wurde auf dem 15. Platz abgeschlossen, was knapp den Klassenerhalt bedeutete. In der Saison 2013/14 belegte die Viktoria in der Regionalliga Bayern jedoch nur den 18. und vorletzten Tabellenplatz.
Sie stieg somit in die fünftklassige Bayernliga ab, in der man 2014/15 in der Nordstaffel antrat. Mit dem souveränen Gewinn der Meisterschaft mit 16 Spielen ohne Niederlage und 12 Siegen in Serie zum Saisonende gelang der Viktoria der direkte Wiederaufstieg. 2015/16 konnte die Klasse wiederum nicht gehalten werden; der Verein belegte am Ende Platz 15 und musste sich in den Relegationsspielen um den Verbleib in der Regionalliga Bayern der SpVgg Bayern Hof und dem TSV 1860 Rosenheim geschlagen geben.
In der Saison 2016/17 beendeten die Viktorianer die Liga auf dem zweiten Platz und qualifizierten sich für die Relegationsspielen um den Aufstieg in die Regionalliga Bayern, in welchen sie sich aber dem SV Seligenporten und der Reserve der SpVgg Greuther Fürth geschlagen geben mussten. In der nächsten Saison gelang der Viktoria die Meisterschaft deutlich und somit der direkte Aufstieg in die vierte Liga. Die Rückkehrsaison beendeten die Aschaffenburger auf dem zehnten Platz.
Die Saison 2019/20 lief aufgrund der COVID-19-Pandemie anders ab als erwartet, da sie mehrfach unterbrochen werden musste. Zum Zeitpunkt der Unterbrechung im März 2020 fand sich die Viktoria auf dem fünften Platz. Nach der Fortführung im Oktober 2020 befand sich Aschaffenburg auf den ersten Platz. Die Aufstiegs-Play-Offs gegen den 1. FC Schweinfurt 05 und die SpVgg Bayreuth beendete die Viktoria auf dem zweiten Platz und verpasste damit den Aufstieg in die 3. Liga.
Die Saison 2021/22 in der Regionalliga Bayern beendeten die Viktorianer auf dem achten Platz. Im Bayerischen Landespokal schied der Verein bereits in der ersten Hauptrunde gegen den Bezirksligisten BSC Saas-Bayreuth im Elfmeterschießen aus.
In der Saison 2022/23 in der Regionalliga Bayern landete man am Ende der Saison auf dem 5. Tabellenplatz. In dieser Saison erreichte man das Achtelfinale im bayerischen Landespokal, schied dort jedoch gegen den Regionalligakonkurrenten aus Schweinfurt aus.

## Sportlicher Verlauf
Obwohl Aschaffenburg in Bayern liegt, spielte Viktoria Aschaffenburg nach 1945 durchgehend in hessischen Ligen und nicht in den jeweiligen Spielklassen Bayerns. Dies änderte sich zum Sommer 2012, als der Verein in den Bayerischen Fußball-Verband wechselte. Zuvor hatten bereits die Jugendmannschaften des Gründungsmitglieds des Hessischen Fußball-Verbands am Spielbetrieb in Bayern teilgenommen.
In der Ewigen Tabelle der 2. Bundesliga ist die Viktoria auf Platz 92 zu finden. Aus 114 Spielen in drei Spielzeiten holte der Verein 32 Siege, 29 Unentschieden und 53 Niederlagen bei einem Torverhältnis von 151:191.
In der Ewigen Tabelle der Regionalliga Bayern ist die Viktoria (Stand: 10. September 2022) auf Platz 15 zu finden. Aus 215 Spielen in sieben Spielzeiten holte der Verein 67 Siege, 56 Unentschieden und 92 Niederlagen bei einem Torverhältnis von 305:369.
In der Ewigen Tabelle der Bayernliga Nord ist die Viktoria auf Platz 12 zu finden. Aus 102 Spielen in drei Spielzeiten holte der Verein 70 Siege, 20 Unentschieden und 12 Niederlagen bei einem Torverhältnis von 272:96.
In der Ewigen Tabelle der Oberliga Süd ist die Viktoria auf Platz 16 zu finden. Aus 316 Spielen holte der Verein 99 Siege, 66 Unentschieden und 151 Niederlagen bei einem Torverhältnis von 504:720.

### Erfolge
- Hessenpokalsieger: 1991
- Meister der Oberliga Hessen: 1974, 1985, 1988, 1992
- Meister der Bayernliga Nord: 2015, 2018

### DFB-Pokal
Viktoria Aschaffenburg nahm fünfmal am DFB-Pokal teil. Viermal schied der Verein in der ersten Runde aus, in der Saison 1987/88 gelangen drei Siege und der Einzug ins Viertelfinale.
- Teilnahmen: 1979/80, 1986/87, 1987/88, 1989/90, 1991/92, 1992/93

## Personalien

### Aktueller Kader
| Kader Saison 2024/25 | Kader Saison 2024/25 | Kader Saison 2024/25            | Kader Saison 2024/25 | Kader Saison 2024/25 | Kader Saison 2024/25 | Kader Saison 2024/25            | Kader Saison 2024/25 | Kader Saison 2024/25 |
| -------------------- | -------------------- | ------------------------------- | -------------------- | -------------------- | -------------------- | ------------------------------- | -------------------- | -------------------- |
| Nr.                  | Spieler              | Nat.                            | Geburtsdatum         | seit                 | Vertrag bis          | letzter Verein                  |                      |                      |
| Torhüter             |                      |                                 |                      |                      |                      |                                 |                      |                      |
| 26                   | William Herbert      | Deutschland                     | 06.05. 2003          | 2019                 | 2025                 | eigene Jugend                   |                      |                      |
| 27                   | Max Grün             | Deutschland                     | 05.04. 1987          | 2021                 | 2025                 | Borussia Mönchengladbach        |                      |                      |
| 28                   | Leon Thielmann       | Deutschland                     | 12.10. 2005          | 2023                 | 2025                 | eigene Jugend                   |                      |                      |
| Abwehr               |                      |                                 |                      |                      |                      |                                 |                      |                      |
| 3                    | Hendrik Ehmann       | Deutschland                     | 10.01. 2000          | 2024                 | 2025                 | SV Vatan Spor Aschaffenburg     |                      |                      |
| 5                    | Niklas Borger        | Deutschland                     | 07.05. 2002          | 2017                 | 2025                 | Eintracht Frankfurt [Jugend]    |                      |                      |
| 13                   | Veit Klement         | Deutschland                     | 14.01. 2001          | 2019                 | 2025                 | SpVgg Hösbach [Jugend]          |                      |                      |
| 19                   | Jan-Philipp Stein    | Deutschland                     | 10.04. 2002          | 2021                 | 2025                 | JFG Bayrischer Maingau [Jugend] |                      |                      |
| 22                   | Hamza Boutakhrit     | Deutschland Marokko             | 17.03. 1993          | 2017                 | 2025                 | SG Bad Soden                    |                      |                      |
| 29                   | Arber Mrijaj         | Deutschland Kosovo              | 30.03. 2001          | 2025                 | 2025                 | TuS Mechtersheim                |                      |                      |
| Mittelfeld           |                      |                                 |                      |                      |                      |                                 |                      |                      |
| 04                   | Niklas Biehrer       | Deutschland                     | 15.04. 2002          | 2025                 | 2025                 | CF Vilanova i la Geltrú         |                      |                      |
| 06                   | Roberto Desch        | Deutschland                     | 27.01. 1993          | 2007                 | 2025                 | Kickers Offenbach               |                      |                      |
| 07                   | David Néné           | Deutschland                     | 05.06. 2001          | 2024                 | 2025                 | 1. FC Erlensee                  |                      |                      |
| 08                   | Berk Kocahal         | Turkei                          | 17.06. 1998          | 2024                 | 2025                 | SV Hummetroth                   |                      |                      |
| 09                   | Clay Verkaj          | Deutschland Albanien            | 01.07. 1996          | 2017                 | 2025                 | VfR Neumünster                  |                      |                      |
| 10                   | Benjamin Baier       | Deutschland                     | 23.07. 1988          | 2019                 | 2025                 | Rot-Weiss Essen                 |                      |                      |
| 11                   | Arda Nadaroglu       | Deutschland Turkei              | 23.07. 2004          | 2023                 | 2025                 | eigene Jugend                   |                      |                      |
| 12                   | Cross Idahosa        | Deutschland Nigeria             | 07.07. 2005          | 2023                 | 2025                 | Rot-Weiss Frankfurt [Jugend]    |                      |                      |
| 14                   | Danylo Barudi        | Ukraine                         | 19.06. 2005          | 2022                 | 2025                 | Tschornomorez Odessa [Jugend]   |                      |                      |
| 23                   | Tom Schulz           | Deutschland                     | 10.01. 2000          | 2019                 | 2025                 | SpVgg Greuther Fürth II         |                      |                      |
| Sturm                |                      |                                 |                      |                      |                      |                                 |                      |                      |
| 15                   | Matvey Obolkin       | Deutschland Russland            | 12.03. 2005          | 2023                 | 2026                 | 1. FC Erlensee [Jugend]         |                      |                      |
| 20                   | Gianluca Schäfer     | Deutschland                     | 27.02. 2003          | 2023                 | 2025                 | Eintracht Frankfurt II          |                      |                      |
| 21                   | Michael Gorbunow     | Deutschland                     | 25.09. 1998          | 2024                 | 2025                 | FC Gießen                       |                      |                      |
| 24                   | Eren Bozan           | Deutschland                     | 13.10. 2006          | 2020                 | k. A.                | eigene Jugend                   |                      |                      |
| 25                   | Alen Camdzic         | Schweiz Bosnien und Herzegowina | 03.02. 2004          | 2024                 | 2025                 | FK Radnik Bijeljina             |                      |                      |
| 30                   | Luki Matondo         | Deutschland                     | 07.04. 1998          | 2024                 | 2025                 | vereinslos                      |                      |                      |

- Stand Kader: 3. April 2025[9][10]

### Aktuelle sportliche Leitung
| Name              | Funktion                      |
| Damir Agovic      | Cheftrainer                   |
| Daniel Soldevilla | Co- und Torwarttrainer        |
| Jürgen Bleistein  | Co- und Reha-/Athletiktrainer |
| Tuncay Nadaroglu  | Sportlicher Leiter            |

## Jugendfußball

### Allgemeines
Die Viktoria Aschaffenburg sieht sich als Ausbildungsverein für Jugendliche Spieler in der Region Aschaffenburg. Dafür werden mehrere Trainingsplätze an der Kleinen Schönbuschallee genutzt.

### Leitung und Trainer des Nachwuchsleistungszentrum
| Name                      | Funktion                      |
| Organisation              |                               |
| Sven Schmidt-Tudl         | Vorstand                      |
| Markus Becker             | Leiter Aufbaubereich          |
| Björn Dziallach           | Organisation / Administration |
| Trainer- und Betreuerstab |                               |
| Sebastian Saufhaus        | Cheftrainer der U19-Junioren  |
| Alexander Waimert         | Cheftrainer der U17-Junioren  |

### Bekannte ehemalige Jugendspieler
Im Folgenden eine Auswahl von Spielern, die in der Jugendabteilung der Viktoria Aschaffenburg aktiv waren und in einer Profiliga zum Einsatz kamen (in der Klammer ist das Geburtsjahr des Spielers angegeben).
Stand: 14. August 2024
- Zubayr Amiri (1990)
- Patrick Amrhein (1989)
- Ingo Aulbach (1962)
- Benjamin Baier (1988)
- Daniel Baier (1984)
- Rudi Bommer (1957)
- Markus Brüdigam (1986)
- Isa Dogan (1999)
- Sebastian Fries (1993)
- Sebastian Göbig (1985)
- Sebastian Heidinger (1986)
- Robin Heußer (1998)
- Christian Hock (1970)
- Herbert Hoos (1965)
- Egon Horst (1938–2015)
- Ivo Iličević (1986)
- Lennart Karl (2008)
- Markus Kolke (1990)
- Ernst Kreuz (1940)
- Felix Magath (1953)
- Markus Neumayr (1986)
- Ünal Noyan (1993)
- Furkan Sandikci (1997)
- Dominik Schad (1997)
- Marcel Schäfer (1984)
- Jochen Seitz (1976)
- Tolga Ünlü (1989)
- Bernd Winter (1971)

## Stadion
Die Viktoria spielt im Stadion am Schönbusch, welches sich neben dem Park Schönbusch befindet. Das 1909 erbaute Stadion wurde bereits mehrfach umgebaut. Das Stadion bietet für 6.620 Zuschauer Platz. Dabei gibt es eine Stehtribüne, Haupttribüne sowie zwei Hintertortribünen.

Skizze des Stadions
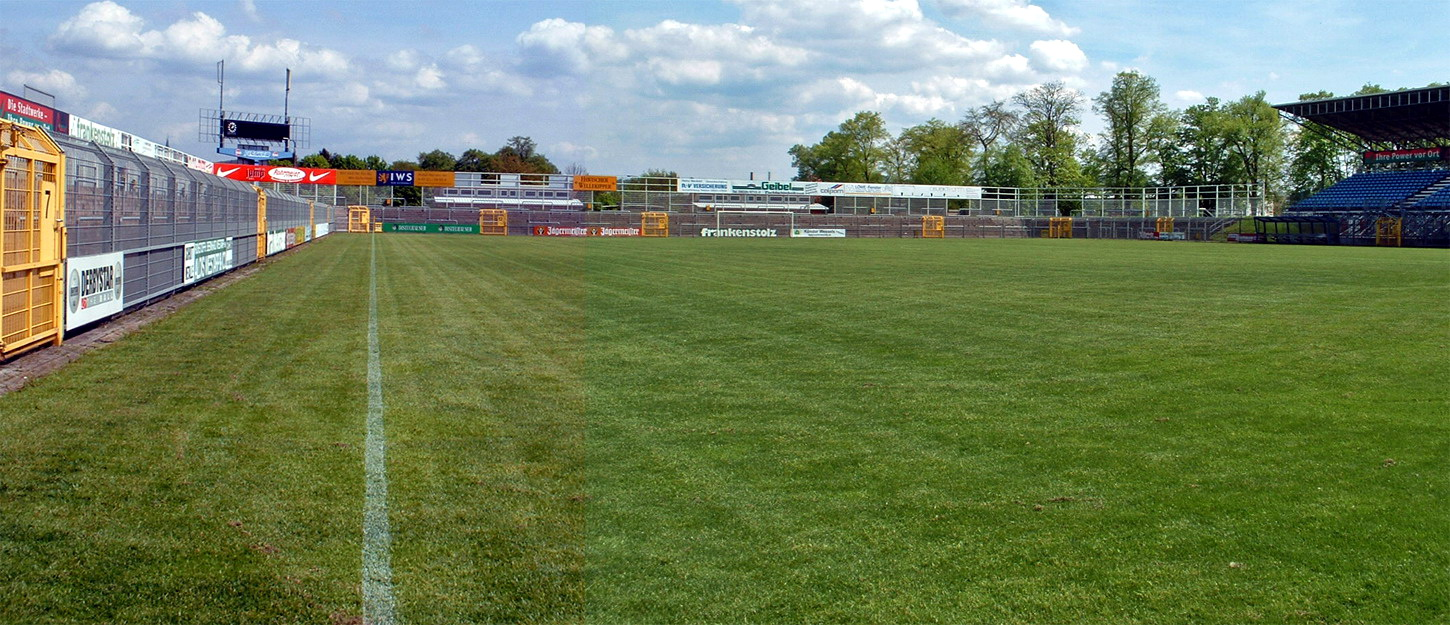
Panoramaansicht des Spielfeldes
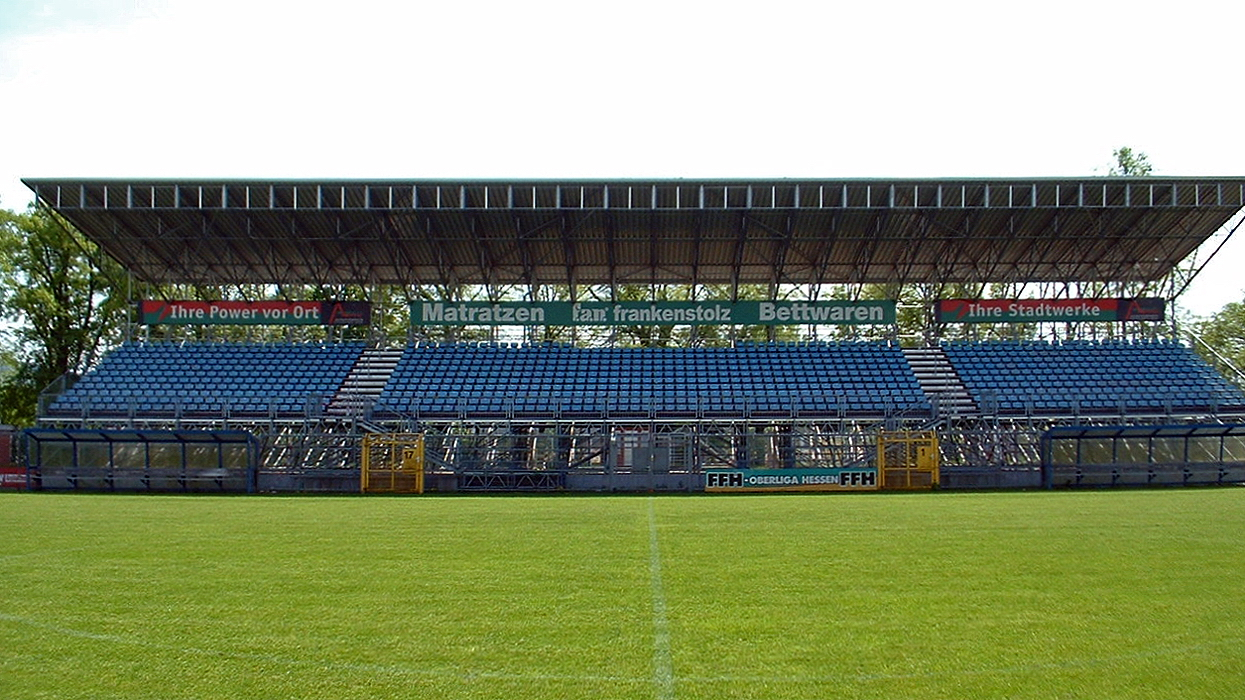
Haupttribüne
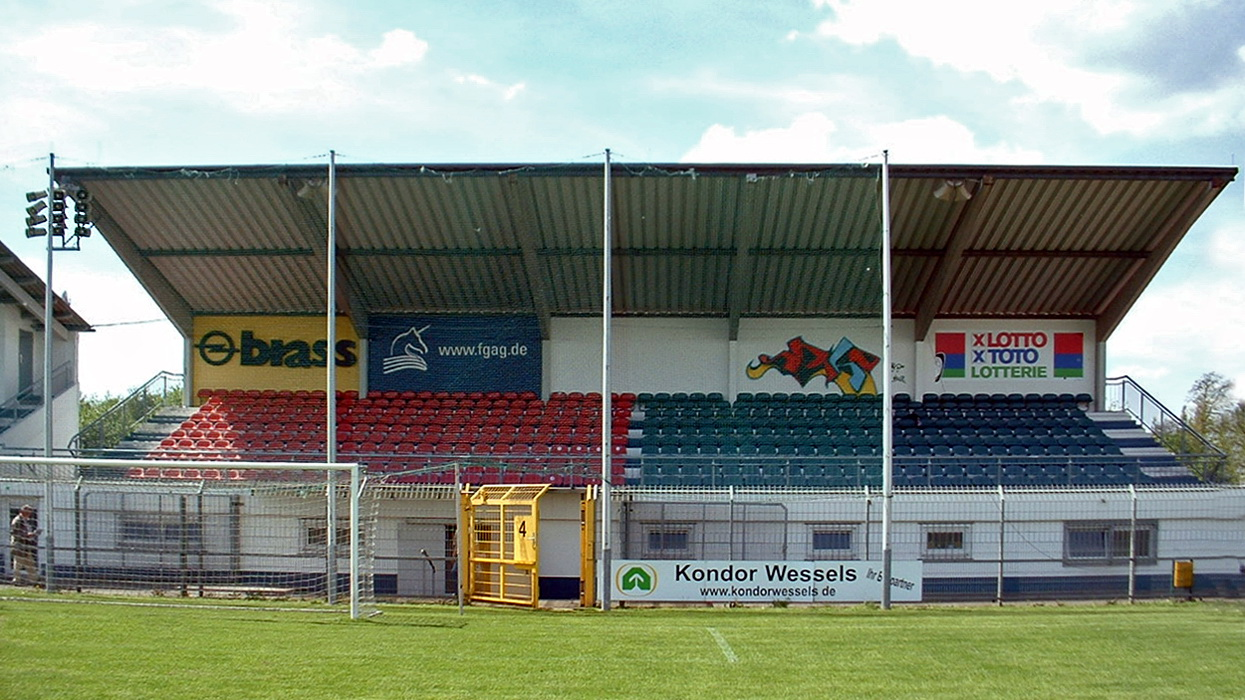
Neuere Hintertortribüne

## Sponsoren
Die Top-Partner der Viktoria sind die IT-Firma PASS Consulting Group und die Ortophädie-Firma SPANNRIT GmbH. Die Premium-Partner des Vereins sind die Automobil-Verkaufs-Gesellschaft Joseph Brass GmbH & Co. KG, die Geibel Steil- und Flachdachtechnik GmbH und die Eder & Heylands Brauerei GmbH & Co. KG. Ausrüster der Viktoria sind Adidas und Derbystar.
Zudem besitzt die Viktoria neun Business-Partner aus der Region, fünfzehn Team-Partner und 38 Traditions- & Source-Partner.

## Fanszene

### Fans und Fanclubs
Im Jahr 1984 wurde der etwa ein Dutzend Fans umfassende Fanclub Schönbusch 1984 gegründet. Gemeinsam mit der kurze Zeit später entstandenen Thekenfront war er bis zum Ende der achtziger Jahre aktiv. Nach dem Abstieg aus der zweiten Fußballbundesliga im Jahr 1989 war der Fanclub Frankenpower die einzig organisierte Fangruppe des SV Viktoria mit heutzutage fünfzehn aktiven Mitgliedern. Neben den seit Juli 1998 bestehenden Heylands-Freunde Aschaffenburg sind durch wachsenden Zuschauerzuspruch und der Ambition, in die sich neu formierende Regionalliga aufzusteigen, in der Spielzeit 2007/08 weitere Fangruppierungen entstanden oder wiederaufgelebt, darunter die Ascheberger Jungs, Blue Boys sowie die Frika-Front. Zudem gehört der Fanclub „Tradition 1901 e.V“ seit 2016 zu den aktivsten Gruppen.

### Angebote für Fans
Bereits in den 1940er Jahren gab es mit Das neue Sportprogramm eine Stadionzeitung am Schönbusch. In den 1960er und 1970er Jahren informierte das Schönbusch-Echo mit dem Untertitel Vereinsnachrichten des Sportvereins Viktoria 01 e. V. Aschaffenburg neben Fußball auch über die zu dieser Zeit angebotenen Sportarten Boxen und Kegeln.
Ab 1982 erschien die offizielle, vom Verein herausgegebene und vom Förderkreis SV Viktoria initiierte Stadionzeitung Schönbusch Kurier. In der Vergangenheit waren die Ausgaben des Schönbusch Kurier im Graustufendruck meist etwa 15 Seiten stark, beherbergten die üblichen Informationen über aktuellen Tabellenplatz, Mannschaftskader, kommende Spieltermine sowie ein Porträt der Gastmannschaft. Die finanziell angespannte Lage des Vereins erlaubte um die Jahrtausendwende nicht, für jedes Heimspiel eine eigene Stadionzeitung herauszugeben. In diesem Zeitraum gab es eine deutlich reduzierte Version des Schönbusch Kurier, der zudem für jeweils zwei aufeinanderfolgende Heimspiele aufgelegt war. Mit der Saison 2007/08, in der der Verein durch die Verpflichtung Andy Möllers und die Ambition, in die sich neu formierende Regionalliga aufzusteigen nach langen Jahren wieder mehr in den Fokus der lokalen Öffentlichkeit gerückt ist, wird der Schönbusch Kurier in Farbe herausgegeben, im Umfang erweitert durch Schnappschüsse des Publikums des vorigen Spiels, Karikaturen bekannter Titanic-Karikaturisten und einiger Seiten mit Vereinshistorie. Wenige alte Ausgaben, die zu prestigeträchtigen Spielen herausgegeben wurden, finden sich gelegentlich in Onlineauktionen als Sammlerstücke.

### Vereinslieder und Gesänge
Offizielle Vereinshymne ist das Ende der 1980er Jahre von dem Förderkreis SV Viktoria produzierte Lied Blue and White, welches von den Spielern der Zweitligamannschaft eingesungen wurde. Der Refrain „We are blue, we are white – we are Schönbusch Dynamite“, welcher Bezug auf die Lage des Stadions unweit des Landschaftsparks Schönbusch nimmt, ist dabei auch gelegentlich aus den Reihen der Zuschauer zu hören. Auf der noch heute zum Verkauf angebotenen Single-Schallplatte findet sich ferner auf der B-Seite die „Viktoria Fan-Polka“, welche jedoch weit weniger Beliebtheit als das Titellied erfährt.

### Fanrivalitäten und -freundschaften
Die Viktoria führt eine Fanfreundschaft zu den Anhängern von Borussia Fulda. Zudem besteht eine Vereinsfreundschaft zum SV Darmstadt 98.
Während der Zeit als Zweitligist in den 1980er-Jahren bestand zudem eine Fanfreundschaft zu den Fans von Kickers Offenbach. Da die Offenbacher zu dieser Zeit eine sportliche Krise durchmachen mussten und die Fans nicht zum Erzrivalen Eintracht Frankfurt gehen wollten, um höherklassigen Fußball zu sehen, sind sie sehr oft zu den Heimspielen der Viktoria gekommen. Die daraus entstandene Freundschaft ist nach dem Abstieg der Viktoria und den Aufstieg der Kickers auseinandergegangen.

## Andere Abteilungen
Heutzutage erinnert nur noch die Bezeichnung SV daran, dass neben Fußball auch noch andere Sportarten bei der Viktoria angeboten wurden. Diese haben sich über die Jahre jedoch ausgegliedert, sodass sich der Sportverein mittlerweile vollständig auf Fußball fokussiert.

### Boxen
1922 wurde eine Boxabteilung gegründet, die sich zeitweise vom Hauptverein separiert hatte, jedoch von 1960 bis zum Anfang der achtziger Jahre erneut Teil der Viktoria war. Trainer in dieser Zeit war unter anderem der Vater des Fußballbundesligatrainers Rudi Bommer. Mit dem Beginn der achtziger Jahre verließ die gesamte Boxabteilung den Verein, um sich dem TuS Leider anzuschließen.

### Damengymnastik
Mit Unterstützung der damaligen Vereinsvorstände Horst Schmidt und Heinz Stenger wurde im Oktober 1976 die Bildung einer Damengymnastikabteilung beschlossen. Bei der erstmaligen Vorstellung der Abteilung bei der Generalversammlung im Frühjahr 1977 wurde Renate Rothenbücher als erste Abteilungsleiterin gewählt. Aufgrund ausbleibender Generalversammlungen des Vereins ist nicht geklärt, ob die Damengymnastikabteilung noch aktiv ist.

### Kegeln
Die Kegelabteilung der Viktoria wurde am 18. März 1975 gegründet. Als Spielstätte dienten bald zwei am 7. April 1978 eingeweihte Kegelbahnen, die unter dem Vereinsheim integriert waren. Eine positive Mitgliederentwicklung – bereits nach wenigen Jahren konnte die Kegelabteilung über einhundert Mitglieder verzeichnen – führte dazu, dass die Kapazität der vereinseigenen Kegelbahnen nicht mehr ausreichte. Dieser Umstand sowie Missstimmungen zwischen Abteilungsleitung und Vereinsvorstand führten Anfang der neunziger Jahre zur Abspaltung der Kegelabteilung, die seitdem als eigenständiger Verein unter dem Namen KSV Viktoria Aschaffenburg aktiv ist. Die nicht mehr genutzten Kegelbahnen im Keller des Vereinsheims wurden 2008 in einen Fitnessraum umgewandelt.

### Tennis
Am 19. März 1976 wurde eine Tennisabteilung gegründet. Erster Abteilungsleiter wurde Hugo Schlett. Sein Nachfolger wurde am 24. Juli 1977 Hans Hermann Wegbrod. Von 1978 bis 1980 wurde direkt neben den Trainingsplätzen der Fußballabteilung und dem Vereinsheim eine aus sieben Tennisplätzen und einem Clubheim bestehende Tennisanlage errichtet. Letzter Leiter der Tennisabteilung unter dem Dach der Viktoria war ab 26. Oktober 1979 Heinz Stenger. Mit der Gründung des TC Viktoria Schönbusch e. V. verließ 1993 auch die Tennisabteilung den SVA. Seit dem 26. Oktober 2001 tritt die ehemalige Tennisabteilung nach der Fusion mit dem TC Bayern Aschaffenburg e. V. unter dem Namen TC Schönbusch Aschaffenburg e. V. in Erscheinung.